# Ecron
Ecron (Akkaron o Ekron; hebreu: עֶקְרוֹן‎ ʿeqrōn, també transcrit com a Accaron) fou una de les cinc ciutats (pentàpolis) dels filisteus. El lloc es diu Tel Miken prop d'Akir, i és al sud sud-oest de Ramla. Era una ciutat del cananeus però vers el 1200 aC la ciutat fou destruïda com demostren les excavacions arqueològiques i després fou una ciutat dels filisteus.
Ciutat estat es va governar com independent. El 712 aC Sargon II la va assetjar i la va sotmetre, però es va revoltar contra Senaquerib i va enderrocar al governador (rei-vassall) Padi que fou enviat a Ezequies (Hezekiah) a Jerusalem, per seguretat. Senaquerib va atacar la ciutat i Ecron va cridar en ajut al rei de Mutsri (país no identificat, potser Egipte). Després de derrotar l'exèrcit de Mutsri a Etelkeh, va retornar a la ciutat i la va ocupar per assalt, va matar els governants i va empresonar els opositors. Senaquerib va atacar llavors Jerusalem obligant a alliberar a Padi que fou reinstal·lat com a governador d'Ecron.
Unes excavacions donen el nom d'alguns reis d'Ecron (la llista va de pare a fill): Ya'ir, Ada, Yasid, Padi i 'Akish.
Encara que no se sap del cert la seva sort es creu que fou destruïda per Nabucodonosor II vers el 603 aC.